# Wiels
Pour les articles homonymes, voir Wiels (homonymie).
Le WIELS est un centre d'art contemporain situé avenue Van Volxem 354 à Forest (Bruxelles) dans le bâtiment de l'ancienne brasserie Wielemans-Ceuppens.

## Histoire

### Bâtiment
Le bâtiment Blomme (du nom de son architecte Adrien Blomme), aussi appelé « Tour Wielemans », est un des rares témoins de l'architecture industrielle moderniste à Bruxelles. Les vestiges de l'ancienne brasserie Wielemans-Ceuppens ont été classés en 1993 par la région de Bruxelles-Capitale.
Dès 2005, ce site industriel a fait l'objet d'une importante opération de rénovation et de réhabilitation développée par le bureau d'architecture Art & Build, et de la construction d'un volume en toiture avec une terrasse panoramique par le bureau AAC Architecture.

### Centre d'art contemporain
Le WIELS est officiellement inauguré le 25 mai 2007. Le nom « Wiels » est choisi en référence à la "Wiel's", une marque de bière faiblement alcoolisée produite par la brasserie Wielemans à partir de la Seconde Guerre mondiale. Devenue ensuite très populaire, elle a été brassée pour la dernière fois en 1988.
WIELS se consacre à la présentation et à la production d’expositions temporaires d’artistes nationaux et internationaux, aussi bien des talents émergents que des valeurs établies.
En mars 2016, le Wiels ouvre une terrasse de 175 m² sur son toit qui offre une vue panoramique sur la ville de Bruxelles. Plusieurs autres travaux d'agrandissement ou de mise à niveau ont été entrepris lors de ce chantier. En août 2016, le Wiels collabore avec le Palais de Tokyo pour y étendre la portée de son exposition Indiscipline.

## Description
Le WIELS comprend trois salles d'exposition d'une superficie totale de 1 800 m2, une librairie, un cinéma/auditorium, ensemble d'ateliers individuels d'artistes en résidence ainsi qu'un café-restaurant.
Le WIELS se définit comme un « laboratoire international pour la création et la diffusion de l'art contemporain ».
Ne possédant pas de collections propres, le Wiels développe un ensemble d'activités temporaires réparties selon trois axes :
- Expositions : expositions annuelles monographiques, collectives ou thématiques.
- Résidences d'artistes : programme international
- Éducation et médiation : Service éducatif basé sur des projets pédagogiques tels que des ateliers didactiques, des rencontres, des séminaires de formation, etc.

## Expositions
- Février 2015 - mai 2015 : Body Talk, thème du féminisme africain[6]
- Septembre 2016 : Indiscipline, exposé au Palais de Tokyo[4]
- 1er février 2020 - 26 avril 2020 : Monsoon Melody de Thao Nguyen Phan
- 1er février 2020 - 24 avril 2020 : Today is the first day de Wolfgang Tillmans
- 12 septembre 2020 - 10 janvier 2021 : Risquons-Tout - Thème de la frontière
- 10 septembre 2021 - 9 janvier 2022 :: « Marcel Broodthaers. Poèmes industriels, lettres ouvertes. », Wiels, Bruxelles[7].